# Wenzel Stahl

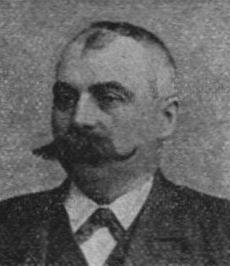
Wenzel Stahl

Wenzel Stahl (* 31. Jänner 1865 in Polschitz bei Bischofteinitz, Böhmen; † 15. Juli 1917 ebenda) war ein österreichischer Politiker (Deutsche Agrarpartei) und Landwirt. Er war zwischen 1907 und 1917 Abgeordneter zum Österreichischen Abgeordnetenhaus.

## Leben
Wenzel Stahl besuchte die Volksschule in Sirb und die landwirtschaftliche Schule in Teinitz. Danach diente er beim 35. Infanterie-Regiment als Zugsführer und arbeitete in seiner Heimatgemeinde Polschitz als Landwirt sowie Getreide- und Holzhändler. Er war Gründer der landwirtschaftlichen Spiritusbrennerei von Bischofteinitz sowie der Viehverwertungsgesellschaft Westböhmen und gründete 1898 die Feuerwehr in Sirb. In der Folge stieg er zum Gauobmann des Freiwilligen Feuerwehrverbandes auf. Des Weiteren war er Ausschuss-Mitglied des Zentralverbandes der deutschen landwirtschaftlichen Genossenschaften für Böhmen in Prag und wirkte in Polschitz als Gemeindevorstand. Ab 1901 gehörte er dem Böhmischen Landtag als Abgeordneter an, 1907 kandidierte er bei den Reichsratswahlen für die Deutsche Agrarpartei im Wahlkreis Bischofteinitz-Hostau-Ronsperg-Neuern (Böhmen 123). Er wurde mit rund 39 Prozent der Stimmen in den Reichsrat gewählt und konnte seinen Sitz bei den Reichsrathswahlen 1911 mit rund 34 Prozent verteidigen. Stahl war Mitglied des Landeskulturrates in Böhmen und erwarb sich besondere Verdienste um die deutschen Landwirte. Stahl verstarb 1917 plötzlich am „Schlage“ in seinem Heimatort Polschitz.

## Auszeichnungen
- Goldenes Verdienstkreuz mit der Krone